# 潼南站
潼南站，位于中华人民共和国重庆市潼南区柏梓镇，是遂渝铁路上的火车站，于2006年10月22日开办客运业务，由成都铁路局管辖。

## 車站周邊
- 东风高何村小学
- 中隧一处高桥希望小学

## 歷史
- 建于2006年。

## 外部連結
- 中国铁路客户服务中心 （页面存档备份，存于）